# Dalby (Frederikssund Kommune)
 For alternative betydninger, se Dalby. (Se også artikler, som begynder med Dalby)
Dalby er en by på den sjællandske halvø Hornsherred med 288 indbyggere  (2024), beliggende 6 km nord for Skibby, 8 km syd for Jægerspris og 11 km sydvest for Frederikssund. Byen hører til Frederikssund Kommune og ligger i Region Hovedstaden.
Dalby hører til Krogstrup Sogn, som 1970-2006 hørte til Jægerspris Kommune. Krogstrup Kirke ligger 1½ km sydøst for Dalby.

## Faciliteter
I Dalby ligger Solbakkeskolen, som nu er en afdeling af Fjordlandsskolen i Skibby. Afdelingen har 126 elever, fordelt på 0.-6. klassetrin. Der er SFO og klub samt 34 ansatte.
Byen har en Dagli'Brugs.

### Historie
I 1898 beskrives Dalby således: "Dalby (en stor Del af Byen brændte Juni 1895), Sessionsted for 89.—96. Lægd af 1. Udskrivningskr., med Kro".
 Det lave målebordsblad fra 1900-tallet viser desuden en telefoncentral.